# Pierre Vigne
Pierre Vigne (Privas, 20 agosto 1670 – Rencurel, 8 luglio 1740) è stato un presbitero francese, fondatore della congregazione delle religiose del Santissimo Sacramento.

## Il culto
Il 7 luglio 2003 papa Giovanni Paolo II ha proclamato l'eroicità delle sue virtù e il 3 ottobre 2004 l'ha beatificato in piazza San Pietro a Roma.
La sua memoria liturgica ricorre l'8 luglio.